# Меридо-Бадахоська архідіоцезія
Мери́до-Бада́хоська архідіоцезія (лат. Archidioecesis Emeritensis Augustanus-Pacensis; ісп. Archidiócesis de Mérida-Badajoz) — архідіоцезія римського обряду Католицької церкви в Іспанії, з центрами у містах Мерида і Бадахос.  Входить до складу Меридо-Бадахоської церковної провінції.  Заснована 28 липня 1994 року. Голова — архієпископ Меридський і Бадахоський. Центральні храми — Меридський і Бадахоський собори. Суфраганні діоцезії — Корійсько-Касереська і Пласенсійська. Площа — 17,405 км². Населення — 585,290 ос.; з них католики — 581,414 ос. (99.3%). Чинний голова — Сельсо Морга Ірусуб'єта, архієпископ Меридський і Бадахоський.

## Меридо-Бадахоська церковна провінція
- Меридо-Бадахоська архідіоцезія
- Корійсько-Касереська діоцезія
- Пласенсійська діоцезія

## Архієпископи
- Сельсо Морга Ірусуб'єта

## Статистика
Згідно з «Annuario Pontificio» і Catholic-Hierarchy.org:
| Рік  | Населення | Населення | Населення | Священики | Священики | Священики | Священики           | Диякони | Ченці    | Ченці | Парафії |
| Рік  | католики  | загалом   | %         | загалом   | секулярні | ченці     | вірних на священика | Диякони | чоловіки | жінки | Парафії |
| ---- | --------- | --------- | --------- | --------- | --------- | --------- | ------------------- | ------- | -------- | ----- | ------- |
| 1950 | 687.000   | 687.000   | 100,0     | 320       | 245       | 75        | 2.146               |         | 211      | 649   | 151     |
| 1959 | 765.397   | 765.397   | 100,0     | 385       | 305       | 80        | 1.988               |         | 225      | 710   | 182     |
| 1970 | 650.000   | 650.187   | 100,0     | 436       | 351       | 85        | 1.490               |         | 158      | 1.013 | 216     |
| 1980 | 594.697   | 597.495   | 99,5      | 370       | 305       | 65        | 1.607               |         | 95       | 879   | 216     |
| 1990 | 600.239   | 600.544   | 99,9      | 362       | 294       | 68        | 1.658               |         | 94       | 920   | 210     |
| 1999 | 623.953   | 626.875   | 99,5      | 350       | 283       | 67        | 1.782               |         | 93       | 907   | 215     |
| 2000 | 584.201   | 587.123   | 99,5      | 344       | 277       | 67        | 1.698               |         | 93       | 907   | 216     |
| 2001 | 583.411   | 586.343   | 99,5      | 340       | 273       | 67        | 1.715               |         | 93       | 913   | 216     |
| 2002 | 583.751   | 586.728   | 99,5      | 327       | 276       | 51        | 1.785               |         | 64       | 906   | 217     |
| 2003 | 575.661   | 578.638   | 99,5      | 327       | 271       | 56        | 1.760               |         | 79       | 858   | 218     |
| 2004 | 581.414   | 585.290   | 99,3      | 327       | 271       | 56        | 1.778               |         | 79       | 814   | 218     |
| 2013 | 588.100   | 597.300   | 98,5      | 311       | 271       | 40        | 1.890               |         | 47       | 590   | 217     |
| 2016 | 543.843   | 604.292   | 90,0      | 299       | 257       | 42        | 1.818               |         | 49       | 561   | 205     |